# ロン・ペンバー
ロン・ペンバー（Ron Pember、1934年4月11日 - 2022年3月8日）は、イギリスの俳優。

## 出演作品

### 映画
- サスピション/断崖の恐怖
- ドーバー海峡殺人事件
- 冒険・冒険・大冒険/ホラ吹きキャプテンの大冒険
- 名探偵ホームズ/黒馬車の影（メイキンス）

### テレビドラマ
- 青春の城 コビントン・クロス（コルスン）